# Andrew Barth Feldman
Andrew Barth Feldman (Manhasset, 7 maggio 2002) è un attore statunitense.

## Biografia
Andrew Barth Feldman è nato in una famiglia ebraica a Manhasset nel 2002, figlio di Barbara Berth e dell'avvocato David N. Feldman. Si è appassionato alla recitazione durante l'infanzia e durante le superiori ha recitato in allestimenti scolastici dei musical Annie, Grease, Rent e Catch Me If You Can, per cui ha vinto il Jimmy Award. Nel 2021 è stato ammesso all'Università Harvard.
Ha esordito a Broadway nel 2018 quando, all'età di sedici anni, è stato scelto per interpretare il protagonista Evan nel musical Dear Evan Hansen in cartellone al Music Box Theatre. Ha ricoperto il ruolo a Broadway per un anno, ricevendo le lodi del New York Times.
Nel 2020 ha cantato con Ben Platt al Radio City Music Hall, mentre nel 2021 ha fatto il suo debutto televisivo in High School Musical: The Musical - La serie, interpretando il ruolo ricorrente di Andy. Nel 2022 ha fatto il suo esordio cinematografico in Rumore bianco di Noah Baumbach, mentre nel 2023 ha recitato in Guida turistica per innamorarsi e ha interpretato il protagonista accanto a Jennifer Lawrence in Fidanzata in affitto.

## Filmografia

### Attore

#### Cinema
- Ben Platt Live from Radio City Music Hall, regia di Alex Timbers e Sam Wrench (2020)
- Guida turistica per innamorarsi (A Tourist's Guide to Love), regia di Steven K. Tsuchida (2023)
- Fidanzata in affitto (No Hard Feelings), regia di Gene Stupnitsky (2023)
- Saturday Night, regia di Jason Reitman (2024)

#### Televisione
- High School Musical: The Musical - La serie (High School Musical: The Musical: The Series) – serie TV, 7 episodi (2021-2023)

### Doppiatore
- Biancaneve (Snow White), regia di Marc Webb (2025)

## Teatrografia
- Dear Evan Hansen, colonna sonora di Pasek & Paul, libretto di Steven Levenson, regia di Michael Greif. Music Box Theatre di Broadway (2019)
- Little Shop of Horros, colonna sonora di Alan Menken, libretto di Howard Ashman, regia di Michael Mayer. Westside Theatre dell'Off-Broadway (2024)

## Doppiatori italiani
Nelle versioni in italiano delle opere in cui ha recitato, Andrew Barth Feldman è stato doppiato da:
- Manuel Meli in High School Musical: The Musical - La serie
- Riccardo Suarez in Fidanzata in affitto
- Leonardo Della Bianca in Saturday Night

Da doppiatore è sostituito da:
- Gabriele Patriarca in Biancaneve